# Saint-Cosme-en-Vairais
Saint-Cosme-en-Vairais è un comune francese di 2 039 abitanti situato nel dipartimento della Sarthe nella regione dei Paesi della Loira.

## Società

### Evoluzione demografica
Abitanti censiti